# Günter Baaske

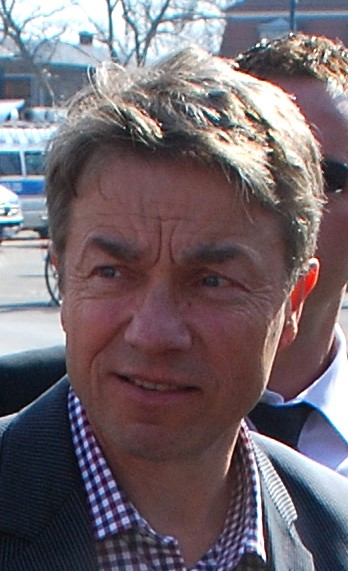
Günter Baaske bei einer Demonstration (2012)

Günter Baaske (* 17. Oktober 1957 in Belzig, Bezirk Potsdam, DDR) ist ein deutscher Politiker (parteilos, bis 2024 SPD). In den Jahren 2002 bis 2004 und von 2009 bis 2017 war er Landesminister in Brandenburg. Von 2004 bis 2024 war er Mitglied des Landtags Brandenburg, von 2004 bis 2009 als Vorsitzender der SPD-Landtagsfraktion.

## Leben und Beruf
Nach dem Abitur im Jahr 1976 an der EOS „Geschwister Scholl“ in Belzig absolvierte er seinen Grundwehrdienst in der NVA. Danach nahm er 1978 ein Studium an der Pädagogischen Hochschule „Karl Liebknecht“ in Potsdam auf, das er 1982 als Diplomlehrer für Mathematik/Physik erfolgreich abschloss.
In den Jahren 1982 bis 1990 war Baaske Lehrer für Mathematik/Physik in Niemegk, Borkheide und an der Gehörlosenschule „Albert Gutzmann“ in Ost-Berlin. Nebenberuflich war er von 1989 bis 1999 als Manager der Band Keimzeit (Spitzname „Hugo“) tätig. Von 1990 bis 2002 arbeitete er als Dezernent und Beigeordneter im Kreis Belzig bzw. (nach der Kreisgebietsreform) ab 1994 im Landkreis Potsdam-Mittelmark.
Baaske hat aus erster Ehe zwei Söhne (* 1982 und 1992) und eine Tochter (* 1989). Am 8. September 2017 heiratete er seine langjährige Lebensgefährtin Anne Böttcher (* 1978), mit der er eine weitere Tochter (* 2012) hat. Seine Frau war von 2008 bis 2022  Landesgeschäftsführerin der Arbeiterwohlfahrt Brandenburg sowie Beisitzerin im SPD-Unterbezirk Potsdam-Mittelmark.
Er lebt mit seiner Familie im Ortsteil Lütte von Bad Belzig.

## Politik

### Partei
Baaske gehörte im Jahr 1989 zu den Gründungsmitgliedern des politischen Bündnisses Neues Forum im Kreis Belzig und war Gründungsmitglied der SDP/SPD in diesem Kreis. Von 2002 bis 2004 war er stellvertretender Vorsitzender des SPD-Unterbezirks Potsdam-Mittelmark und von 2004 bis 2006 Beisitzer im Landesvorstand der SPD Brandenburg. Im Juli 2006 wurde er zum Stellvertreter des Landesvorsitzenden gewählt und blieb dies bis August 2008. Zum Jahresende 2024 trat er aus der SPD aus.

### Abgeordneter und öffentliche Ämter
In den Jahren 1990 bis 1993 war Baaske Mitglied der Stadtverordnetenversammlung der Stadt Belzig und Mitglied des Kreistages im Landkreis Belzig. Von 2008 bis 2014 war er Mitglied des Kreistages im Landkreis Potsdam-Mittelmark.
Von August 2002 bis Oktober 2004 war er Minister für Arbeit, Soziales, Gesundheit und Frauen des Landes Brandenburg (Kabinett Platzeck I). 2004, 2009, 2014 und 2019 wurde Baaske im Wahlkreis Potsdam-Mittelmark II (Wahlkreis 18) jeweils direkt in den Landtag Brandenburgs gewählt. In der vierten Wahlperiode war er von Oktober 2004 bis Oktober 2009 Vorsitzender der SPD-Landtagsfraktion und Vorsitzender des Hauptausschusses. Zur Landtagswahl 2024 trat er nicht mehr an.
Ab dem 6. November 2009 war er erneut Mitglied der Landesregierung von Matthias Platzeck und Dietmar Woidke. Diesmal leitete er das Ressort für Arbeit, Soziales, Frauen und Familie (Kabinett Platzeck III und Kabinett Woidke I).
Ab dem 5. November 2014 leitete er im Kabinett Woidke II das Ministerium für Bildung, Jugend und Sport. Baaske trat am 26. September 2017 aus privaten Gründen als Minister zurück.

## Sonstiges
- 1991 Gründer und Initiator des Arbeits- und Ausbildungsförderungsvereins (AAfV) Belzig
- Mitglied des Kuratoriums des DLRG-Landesverbandes Brandenburg
- Dezember 2003 bis Februar 2015: Präsident des Frauenfußballvereins 1. FFC Turbine Potsdam e. V.[8]